# Optimystica Orchestra
Optimystica Orchestra — проект лидера группы Tequilajazzz Евгения Фёдорова. В этом коллективе рок-музыканты из известных петербургских коллективов, переодевшись в строгие костюмы исполняют эстрадную музыку в диапазоне от ска до босановы.

## История
Проект появился случайно весной 2004 года году как символическая сборная петербургского рока в связи с российской премьерой киноальманаха «На 10 минут старше: Виолончель». На тот момент в проекте были задействованы музыканты из Аквариума (Всеволод Гаккель), Ленинграда, Сплина, Spitfire, Markscheider Kunst, St.Petersburg Ska-Jazz Review, Колибри (Олег Эмиров) и Tequilajazzz. Идея настолько понравилась и участникам, и зрителям, что сразу же получила продолжение.
В 2005 году у Оркестра вышел дебютный альбом «Полубоги вина», некоторые песни сыграны в нём на инструментах вроде кантеле (изготовленных на заказ финских гуслей, которые Фёдорову подарили музыканты из Финляндии). Презентация пластинки с успехом прошла на российской сцене, а затем была отмечена зрителями во время гастролей в США.
В период с 2010 по 2014 Optimystica выпустила несколько мини-альбомов: «Иду налегке» и «Маленькая Хонда».
В фестивальном активе оркестра фестивали «Усадьба Jazz», «Stereoleto», фестиваль «Seasons» в Музеоне, фестиваль в Зелёном Театре (парк Горького) и т. д. Летом 2017 года Оркестр выступил на фестивале «Дикая Мята».
В сентябре 2016 года вышел второй альбом «Солёный как Солнце». Чуть позже этот альбом был издан на виниле (первая виниловая пластинка Оркестра).
В конце 2016 года состоялась премьера документального фильма об оркестре Optimystica «Всё, что делает река» (режиссёр Даниил Сальхов).
В связи с тем, что коллектив состоит из музыкантов, задействованных в активно гастролирующих группах, Оркестр играет и записывается нечасто.
Альбомы
- ПОЛУБОГИ ВИНА, 2005
- ИДУ НАЛЕГКЕ (EP), 2010
- МАЛЕНЬКАЯ ХОНДА (EP), 2015
- СОЛЁНЫЙ КАК СОЛНЦЕ, 2016
- ВСЕ, ЧТО ДЕЛАЕТ РЕКА, 2016
- ДОЖДЬ/ЛЕНЬ (EP), 2018
- НЕМНОГО НАВЕК (EP), 2021